# Stenopogon zebra
Stenopogon zebra là một loài ruồi trong họ Asilidae. Stenopogon zebra được Martin miêu tả năm 1968. Loài này phân bố ở vùng Tân nhiệt đới.